# リンドル星川
リンドル 星川（りんどる ほしかわ、1991年4月30日-)は、日本の元ニューハーフAV女優。

## 略歴・人物
長崎県出身。
2015年11月にAVデビューした、タマありサオありのニューハーフAV女優。所属事務所はLEGIT(リジット)。
オーストリアと日本のハーフで、豊胸などの整形はしていない。デビュー作で童貞を喪失してバイセクシャルとなった。
2017年5月、公式ツイッターでAV女優と所属事務所を辞めることを発表。引退後はフリーの男の娘タレント「ミシェル」として活動。大島薫との交際もスタートした。なお「ミシェル」という名前は大島と2人で決めた。
2018年2月に大島薫と破局。その後「じゅり」に改名して活動している。

## 出演作品

### アダルトビデオ
2015年
- アナルと巨根に媚薬を塗られデビューでいきなり童貞喪失しちゃったボク（11月27日、僕たち男の娘）
- 猛烈にイキたいのに、なかなかイカせてもらえません。責められ過ぎてペニクリが凄いことになっちゃった?（12月25日、僕たち男の娘）

2016年
- 超絶に可愛いすぎるボクの弟（1月22日、僕たち男の娘）
- 近所のおじさんに変態なことを教え込まれたボクの恥ずかしいカラダ（2月26日、僕たち男の娘）
- オナ禁1ヶ月で全身性感帯になった女装娘の馬並み発射!（3月25日、僕たち男の娘）
- いいなり女装校生（4月22日、僕たち男の娘）
- 24時間ボクだけの男の娘（5月27日、僕たち男の娘）
- リンドル星川のニューハーフ!ナンパ中出し!（6月10日、REAL）
- バイ@グラ女装子（6月20日、レイディックス）
- 近親相姦 帰ってきた息子はニューハーフ 美しい女性になって帰ってきた息子を見て母と父は（7月8日、REAL）
- 女装子勃起ドール（7月20日、レイディックス）
- 鋼鉄完全固定強制勃起ニューハーフ（9月15日、グローリークエスト）
- 強制女体化学園 女装奴隷ハレンチ浣腸レッスン（9月19日、シネマジック）
- マジで男の娘? ニューハーフリンドル星川のデカチンを見た素人女子との中出しセックス!（11月13日、S-CHANNEL）
- キスが下手だと彼氏に嫌われてしまうと悩む親友の練習台にさせられてしまい友達同士で初めてのレズ接吻のはずが、一転!! 唇を重ね舌を絡ませ、愛撫し合ううちにリンドルちゃんの股間から勃起したデカチンが…興奮を抑えきれない二人は成り行きに任せて生中出しセックス!!（11月25日、REAL）
- リンドル星川のニューハーフ!ナンパ中出し! Ⅱ（12月9日、REAL）
- 女装子夜這い 美しくても下半身はオトコノコ（12月20日、レイディックス）

2017年
- 夢の競演! こう見えて僕たち男の娘 美人すぎるNHゆきのあかり×カワイすぎる女装娘リンドル星川（4月7日、僕たち男の娘）

## テレビ
- ダラケ! シーズン7 第1回「さおあり美人AV女優」ダラケ（2016年4月14日、BSスカパー!）